# Suite XVI
Suite XVI – szesnasty studyjny album zespołu The Stranglers. Album został wydany 18 września 2006 roku, pięć miesięcy po odejściu z zespołu Paula Robertsa. Producentem płyty był Louie Nicastro. Singel promujący album – „Spectre of Love” został wydany 11 września i zajął 57. miejsce na brytyjskiej liście sprzedaży UK Singles Chart. Album zajął 89. miejsce na liście UK Albums Chart.

## Utwory
1. „Unbroken” – 3:47
2. „Spectre of Love” – 3:34
3. „She's Slipping Away” – 3:28
4. „Summat Outanowt” – 2:14
5. „Anything Can Happen” – 3:54
6. „See me Coming” – 3:55
7. „Bless You (Save you, Spare you, Damn you)” – 5:34
8. „A Soldier's Diary” – 2:19
9. „Barbara (Shangri-La)” – 3:43
10. „I Hate You” – 2:58
11. „Relentless” – 5:01

## Single z albumu
- „Spectre of Love” UK # 57[4]

## Muzycy
- Jean-Jacques Burnel – gitara basowa, śpiew
- Baz Warne – gitara, śpiew
- Dave Greenfield – instrumenty klawiszowe, śpiew
- Jet Black – perkusja, instrumenty perkusyjne

gościnnie
- Paul Roberts – perkusja w „Anything Can Happen”
- Lucy Lewry – śpiew w „Bless You”